# Ахат
 Тази статия е за минерала.  За рок групата вижте Ахат (група).  
Ахатът е разноцветен минерален агрегат на кварц. Той е вид халцедон, който съществува в различни цветове. Образува се в мехури от магма, пълни с вода, богата на силициев диоксид (SiO2 + H2О), водата се изпарява и през това време останалата маса кристализира в кварц (по-рядко тези кристали стават жълто-виолетови от желязото Fe, Fe³+; тогава се наричат аметист). Това е само един вид от тази група минерали. Ахатите запълват процепи сред различни ефузивни скали, хидротермални жили, а също така заместват и някои седиментни образувания (корали, амонити, фосилна дървесина и др.).

## Етимология
Ахатът получава името си от Теофраст, гръцки философ и естествоизпитател, който открива камъка по бреговете на река Дирило, в Древността позната като Ахатес, в Сицилия между IV и III век пр.н.е.

## Състав
В разрез се вижда, че ахатите се състоят от много фини и концентрично разположени ивици, които се отличават по степен на прозрачност и по цвят. Тяхното нееднакво оцветяване се обяснява с наличието на примеси от железни и манганови оксиди, от органични вещества и т.н. Ахатите с хоризонтално разположение на слоевете са сравнително редки (лентов ахат) и се наричат „уругвайски тип“ ахати.